# Project Runway
Project Runway (pol. Misja Moda, TV4: Projektanci) – amerykański program typu reality show, pierwotnie emitowany na antenie stacji Bravo TV (następnie: Lifetime). W Polsce nadawany przez stacje TV4 i TLC.

## Fabuła
Celem programu jest wyłonienie spośród grupy początkujących projektantów mody takiej osoby, która wykaże się największą pomysłowością i inwencją w tworzeniu własnej kolekcji ubrań. W każdym z odcinków uczestnicy zmagają się z zadaniami, których efekty są oceniane przez czteroosobowe jury: 
- modelkę Heidi Klum,
- amerykańskiego projektanta Michaela Korsa (sezony 1–11), a późniejsze Zac Posen (sezony 12 i 13),
- redaktorkę magazynu „Elle” (w późniejszych sezonach „Marie Claire”) Ninę Garcia
- oraz zaproszonego gościa (również projektanta, gwiazdę, bądź osobę bezpośrednio związaną z zadaniem).

Mentorem dla projektantów jest Tim Gunn, krytyk mody, który bezpośrednio nie ocenia zawodników, a zamiast tego komentuje i sugeruje poprawki podczas ich pracy.

## Recepcja
Format spotkał się z ogromnym zainteresowaniem widzów, jak i został odznaczony prestiżowymi nagrodami Emmy i Peabody Award. Sukces Project Runway w USA spowodował pojawienie się lokalnych wersji programu w 23 państwach m.in. Wielkiej Brytanii, Kanadzie, Norwegii, Malezji, Australii i na Filipinach.
Polską edycję przygotowała stacja TVN. Premiera nastąpiła wiosną 2014 roku.